# Papa Viktor
Ukupno su bila trojica papa imena Viktor.
- Viktor I. (189. – 199.)
- Viktor II. (1055. – 1057.)
- Viktor III. (1086. – 1087.)

Također su bila dvojica protupapa imena Viktor IV.
- Viktor IV., protupapa Conti  (1138.)
- Viktor IV., protupapa Montecello (1159. – 1164.)